# Залесье (Бахмачский район)
Залесье (укр. Залісся, до 2016 г. — Червоная Зирка) — село, расположенное на территории Бахмачского района Черниговской области (Украина).
Население составляет 27 жителей (2006 год). Плотность населения — 77,14 чел/кв.км.
Впервые упоминается в 1935 году.
Село Залесье находится примерно в 20 км к югу от центра города Бахмач. Средняя высота населённого пункта — 139 м над уровнем моря. Село находится в зоне умеренно континентального климата.
Национальный состав представлен преимущественно украинцами, конфессиональный состав — христианами.
К 2016 году село Залесье носило название «Красная Звезда».